# بوتش ميتزجر
بوتش ميتزجر (بالإنجليزية: Butch Metzger)‏ هو لاعب كرة قاعدة أمريكي، ولد في 23 مايو 1952 في لافاييت في الولايات المتحدة.

## وصلات خارجية
- بوتش ميتزجر على موقعبيزبول رفرنس.كوم (الدوري الرئيسي) (الإنجليزية)
- بوتش ميتزجر على موقعبيزبول رفرنس.كوم (الدوري الثانوي) (الإنجليزية)